# Список эпизодов телесериала «Холм одного дерева»
«Холм одного дерева» — американский телесериал, молодёжная драма. Премьера состоялась 23 сентября 2003 года на телеканале The WB.

## Сезоны
| Сезон | Сезон | Эпизоды | Телеканал | Даты выхода | Рейтинги | DVD-релизы       | DVD-релизы      | DVD-релизы      | DVD-релизы |
| Сезон | Сезон | Эпизоды | Телеканал | Даты выхода | Рейтинги | Регион 1         | Регион 2        | Регион 4        | Диски      |
| ----- | ----- | ------- | --------- | ----------- | -------- | ---------------- | --------------- | --------------- | ---------- |
|       | 1     | 22      | The WB    | 2003—2004   | 3,5 млн  | 25 января 2005   | 5 сентября 2005 | 1 февраля 2006  | 6          |
|       | 2     | 23      | The WB    | 2004—2005   | 4,3 млн  | 13 сентября 2005 | 10 апреля 2006  | 6 сентября 2006 | 6          |
|       | 3     | 22      | The WB    | 2005—2006   | 2,8 млн  | 26 сентября 2006 | 23 октября 2006 | 4 июля 2007     | 6          |
|       | 4     | 21      | The CW    | 2006—2007   | 2,9 млн  | 18 декабря 2007  | 7 апреля 2008   | 4 июня 2008     | 6          |
|       | 5     | 18      | The CW    | 2008        | 2,9 млн  | 26 августа 2008  | 6 октября 2008  | 1 апреля 2009   | 5          |
|       | 6     | 24      | The CW    | 2008—2009   | 2,8 млн  | 25 августа 2009  | 5 октября 2009  | 3 февраля 2010  | 7          |
|       | 7     | 22      | The CW    | 2009—2010   | 2,3 млн  | 17 августа 2010  | 11 октября 2010 | 4 мая 2011      | 5          |
|       | 8     | 22      | The CW    | 2010—2011   | 1,8 млн  | 20 декабря 2011  | 7 ноября 2011   | 1 февраля 2012  | 5          |
|       | 9     | 13      | The CW    | 2012        | 1,5 млн  | 10 апреля 2012   | 11 июня 2012    | 5 сентября 2012 | 3          |

## Эпизоды

### Сезон 1 (2003—2004)
| № общий | № в сезоне | Название                                                                         | Режиссёр             | Автор сценария                 | Дата премьеры    | Произв. код | Зрители в США (млн) |
| --- | ---------- | -------------------------------------------------------------------------------- | -------------------- | ------------------------------ | ---------------- | ----------- | ------------------- |
| 1 | 1          | «Пилот» «Pilot»                                                                  | Брайан Гордон        | Марк Шван                      | 23 сентября 2003 | 475360      | 2.48                |
| С первого взгляда, можно подумать, что кроме любви к баскетболу между двумя юношами, Лукасом и Нэйтаном, нет ничего общего. Но это не так, ведь у них есть секрет – общий отец. Нэйтан – звезда школьной баскетбольной команды, местный герой. Лукас – одиночка, единственный сын работающей матери. В отличие от Нэйтана, Лукас играет в баскетбол в парке с друзьями. И вот судьба распоряжается так, что, благодаря Лукасу оказывается в команде Нэйтана. Теперь братья борются не только за титул героя, но и за любовь Пейтон – подружки Нэйтана.                                      |            |                                                                                  |                      |                                |                  |             |                     |
| 2 | 2          | «Места, пугающие больше всего» «The Places You Have Come to Fear the Most»       | Брайан Гордон        | Марк Шван                      | 30 сентября 2003 | 177501      | 3.30                |
| Лукас не очень хорошо показывает себя на первой игре, и поэтому он решает уйти из команды. Отношения между Пейтон и Нэйтаном продолжают рушиться – девушке не нравится то, как он обходится с Лукасом. Тем временем, Кит и Карен ссорятся, когда женщина отказывается появляться на игре, чтобы поддержать сына. |            |                                                                                  |                      |                                |                  |             |                     |
| 3 | 3          | «Ты настоящий?» «Are You True?»                                                  | Майкл Гроссман       | Дженнифер Сесил                | 7 октября 2003   | 177502      | 3.54                |
| Нэйтану не нравится растущая популярность Лукаса, и он пытается найти слабые места юноши. После удачно проведенного матча, тренер Уайти поставил Лукаса на место центрового, а Нэйтан играет в защите. Это никак не входило в планы ни Нэйтана, ни его отца Дена. «Так что, легкой жизни в команде для Люка не будет» - решают они. Тем временем, Пейтон злится на Лукаса за то, что он, без её ведома, предложил местной газете её рисунки. Нэйтан решает влиять на Лукаса через Хейли. |            |                                                                                  |                      |                                |                  |             |                     |
| 4 | 4          | «Без ума от тебя» «Crash Into You»                                               | Дэвид Карсон         | Марк Перри                     | 14 октября 2003  | 177503      | 3.78                |
| Хейли предлагает Лукасу вместе пойти к Нэйтану на вечеринку после игры, надеясь сблизить братьев. Нэйтан и его друзья продолжают издеваться над Лукасом, и они переходят грани дозволенного. Лукас, увидев достаток, в котором живёт его сводный брат, срывается и ссорится со своей матерью, не понимая, почему она позволяет Дену так с собой обращаться. Когда же мать Нэйтана возвращается домой и находит там разъярённого сына, она обращается к Карен за советом. |            |                                                                                  |                      |                                |                  |             |                     |
| 5 | 5          | «Всё, о чём ты не можешь забыть» «All That You Can't Leave Behind»               | Дуан Кларк           | Энн Льюис Хэмилтон & Марк Шван | 21 октября 2003  | 177504      | 3.53                |
| Лукас просит Кита пойти с ним на ежегодные соревнования «Отец и сын». Когда юноша видит, как Ден унижает Нэйтана во время игры, он понимает, его «отец» – гораздо лучше, нежели Ден. Пейтон переживает тяжёлые времена, когда приходит годовщина смерти её матери, и девушка неожиданно находит поддержку со стороны Уайти. |            |                                                                                  |                      |                                |                  |             |                     |
| 6 | 6          | «Каждая ночь - новая история» «Every Night is Another Story»                     | Джейсон Мур          | Майк Келли                     | 28 октября 2003  | 177505      | 3.40                |
| Когда тренер Уайти высаживает из автобуса Лукаса и Нэйтана из-за их ссоры, ребятам не только приходится пройти 30 миль пешком, но и спасаться от преследующей их банды с оружием. Пострадавшая во время игры Брук просит Пейтон отвести её домой, но в результате несчастливого стечения обстоятельств, Пейтон приходится просить Хейли о помощи. Тем временем, Карен и Кит испытывают противоречивые чувства, когда им приходится провести время в компании Дена и Деб. |            |                                                                                  |                      |                                |                  |             |                     |
| 7 | 7          | «Жизнь в стеклянном доме» «Life in a Glass House»                                | Роберт Данкан Макнил | Майк Келли                     | 4 ноября 2003    | 177506      | 3.62                |
| Во время ежегодного приёма в доме Дена и Деб каждый из присутствующих переживает серьёзные перемены в своей жизни: у Карен появляется новый друг, Кит вновь встречает своего младшего брата, а Лукас решает признаться во всём Пейтон. Хейли и Нэйтан сближаются, но вскоре происходит один неприятный инцидент. |            |                                                                                  |                      |                                |                  |             |                     |
| 8 | 8          | «В поисках чего-то большего» «The Search for Something More»                     | Джон Т. Кречмер      | Дженнифер Сесил                | 11 ноября 2003   | 177507      | 3.64                |
| В поисках развлечений Брук и Пейтон проникают на студенческую вечеринку, но веселье заканчивается, когда Гейб - один из студентов накачивает Пейтон наркотиками. Когда Брук просит Лукаса о помощи, он вынужден взглянуть на девушку в другом свете. Тем временем, Хейли даёт Нэйтану второй шанс, и молодые люди отправляются на свидание, но Ден против их отношений. |            |                                                                                  |                      |                                |                  |             |                     |
| 9 | 9          | «С распростёртыми объятиями» «With Arms Outstretched»                            | Грегори Прэндж       | Марк Шван                      | 18 ноября 2003   | 177508      | 3.75                |
| После ссоры с отцом и Хейли, Нэйтан ломается под его давлением и принимает стероиды для того, чтобы лучше выступить в предстоящей игре. Но, к сожалению, это решение стало первым шагом к разрушению его семьи... Кит не понимает причины разительных перемен, произошедших с его племянником. Тем временем, Пейтон приходит к Лукасу, чтобы раз и навсегда разобраться в их отношениях, но когда девушка приезжает к нему домой, то застаёт его с Брук. |            |                                                                                  |                      |                                |                  |             |                     |
| 10 | 10         | «Ты должен побывать там, чтобы вернуться» «You Gotta Go There to Come Back»      | Кит Сэмплз           | Майк Келли                     | 20 января 2004   | 177509      | 4.35                |
| Деб и Хейли решают устроить в кафе вечер караоке. После того, как Уайти отменяет тренировки, Брук уговаривает Лукаса воспользоваться таким шансом и отправляется с ним на прогулку, чтобы провести безумную ночь. Тем временем, Деб просит Дена провести день с Нэйтаном для того, чтобы наладить их отношения. Но всё сложилось иначе – Нэйтан сбежал от отца в город к Хейли. |            |                                                                                  |                      |                                |                  |             |                     |
| 11 | 11         | «Годы нашей жизни» «The Living Years»                                            | Томас Дж. Райт       | Марк Перри                     | 27 января 2004   | 177510      | 3.81                |
| Тренер Уайти возобновил тренировки, а Нэйтан не в силах перенести давление, оказываемое со стороны Дена, решает уйти из команды и обращается за помощью к Хейли, чтобы та помогла ему занять освободившееся время. Тем временем, Брук начинает ревновать Лукаса к Пейтон. |            |                                                                                  |                      |                                |                  |             |                     |
| 12 | 12         | «Слова, которых надо избегать» «Crash Course in Polite Conversations»            | Сэнди Смолан         | Джессика Квеллер               | 3 февраля 2004   | 177511      | 3.89                |
| Ден возвращается на время домой, чтобы играть роль заботливого мужа и отца. Когда Пейтон получает страшную новость о том, что её отец пропал в море, она вместе с Лукасам отправляется в Хилтон Хэд, чтобы опознать тело. Охваченная эмоциями, Пейтон целует Лукаса. Тем временем, неожиданный приезд родителей Дена на его день рождения раскрывает некоторые семейные секреты. |            |                                                                                  |                      |                                |                  |             |                     |
| 13 | 13         | «Застигнутые врасплох» «Hanging by a Moment»                                     | Джон Беринг          | Марк Шван                      | 10 февраля 2004  | 177512      | 4.00                |
| Лукас и Пейтон никак не решаются рассказать правду Брук. Уайти хочет оставить пост тренера, но Нэйтан отговаривает его. Направляясь в аэропорт, чтобы встретить Карен, вернувшуюся из Италии, Кит и Лукас попадают в автокатастрофу, и жизнь мальчика оказывается в опасности. Ден, ставший свидетелем аварии, отвозит Лукаса в госпиталь. И теперь, для того чтобы спасти сына, он должен признаться, что является его настоящим отцом. Тем временем, Пейтон решает рассказать Брук о поцелуе.                                                                                             |            |                                                                                  |                      |                                |                  |             |                     |
| 14 | 14         | «Я поверю» «I Shall Believe»                                                     | Грегори Прэндж       | Дженнифер Сесил                | 17 февраля 2004  | TBA         | 4.39                |
| Лукас лежит без сознания в больнице. Карен узнала, что Кит выпил перед тем, как сесть за руль, и считает его виновным в аварии. Деб хочет развестись с Деном. А Хейли решила расстаться с Нэйтаном. |            |                                                                                  |                      |                                |                  |             |                     |
| 15 | 15         | «Внезапно всё изменилось» «Suddenly everything has changed»                      | Дэвид Карсон         | Марк Перри                     | 24 февраля 2004  | TBA         | 3.87                |
| Лукас пришёл в себя и решил порвать с Брук, чтобы быть с Пейтон. Но она боится потерять подругу. Лукас приходит к Пейтон и ему снова становится плохо, а Брук видит это момент по веб-трансляции. У Кита возникли финансовые трудности, и он решил продать мастерскую. А Карен нанимает на работу в кафе Джейка. |            |                                                                                  |                      |                                |                  |             |                     |
| 16 | 16         | «Слово - не воробей» «The First Cut Is the Deepest»                              | Роберт Данкан Макнил | Майк Келли                     | 2 марта 2004     | TBA         | 3.87                |
| Нэйтан страдает из-за развода родителей. Хейли изо всех сил его поддерживает. В итоге, узнав о том, что Деб изменяла мужу, молодой человек решает уйти от опеки родителей. Ден купил мастерскую у Кита и назначил своего управляющего. Лукас в баре знакомится с красавицей Ники, а потом приходит просить прощения к Брук. Но девушка прогоняет его. Пейтон сидит с Дженни, ребёнком Джейка. Вечером к Джейку приходит Никки – она мать его ребёнка. |            |                                                                                  |                      |                                |                  |             |                     |
| 17 | 17         | «Дух в ночи» «Spirit in the Night»                                               | Дуан Кларк           | Терренс Коли                   | 6 апреля 2004    | TBA         | 3.24                |
| У Лукаса всё ещё проблемы с плечом. Тренер Уайти решает поставить его играть в паре с Нэйтаном. А потом селит их в одном номере во время выездной игры. Хейли тяжело разорваться между своим другом и своим парнем. У одной из девушек в группе поддержки ветрянка и команда может выбыть. Пейтон уговаривает Хейли заменить её. В итоге Брук получает награду лучшего капитана поддержки, а у тренера 500 побед. Киту не нравится, как Ден меняет мастерскую, и он решает уйти. |            |                                                                                  |                      |                                |                  |             |                     |
| 18 | 18         | «Желая невозможного» «To Wish Impossible Things»                                 | Билли Диксон         | Марк Шван                      | 13 апреля 2004   | TBA         | 4.81                |
| В школе проходит аукцион холостяков. Хейли покупает Лукаса, чтобы прости время с другом, а потом просит Пейтон купить Нэйтана, чтобы он не достался остальным. Брук выкупила «Мауса» в благодарность за помощь в победе команд болельщиц, и отвела его в ночной клуб. Никки приобрела Джейка и хочет вернуться к нему и дочке. Деб из жалости заплатила за Тима, и Ден видит их в неоднозначной ситуации. Карен и Ларри проводят время вместе. Они откапывают капсулу времени, зарытую на игровом поле. Их видит Кит. Он решается сделать предложение. Брук сообщает Лукасу важную новость. |            |                                                                                  |                      |                                |                  |             |                     |
| 19 | 19         | «Как ты можешь быть уверен?» «How Can You Be Sure?»                              | Томас Дж. Райт       | Карин Ашер                     | 20 апреля 2004   | TBA         | 4.40                |
| Никки хочет вернуться, она пытается напугать Пейтон, когда узнаёт, что та сидит с Дженни. Лукас не знает, как поступить с Брук – смогут ли они воспитывать ребёнка. Но она признаётся, что солгала. После отказа Карен Кит планирует уехать. |            |                                                                                  |                      |                                |                  |             |                     |
| 20 | 20         | «Что есть и чего никогда не должно произойти» «What Is and What Should Never Be» | Перри Лэнг           | Эдвард Кицис & Адам Хоровиц    | 27 апреля 2004   | TBA         | 4.23                |
| Нэйтану нужны деньги, чтобы платить за квартиру, и он находит работу в кафе торгового центра. Хейли устраивают вечеринку в квартире, но не приглашает Брук. Обидевшись, та напивает в баре с Никки. Затем девушки идут на вечеринку, где Никки дерётся с Пейтон. Кит получает работу учителя в Чарльстоне. |            |                                                                                  |                      |                                |                  |             |                     |
| 21 | 21         | «Прощальная песня» «The Leaving Song»                                            | Дэвид Карсон         | Дженнифер Сесил & Марк Перри   | 4 мая 2004       | TBA         | 4.09                |
| Лукас узнаёт, что когда он был маленьким, Ден хотел оформить опеку. Из-за этого Кит ссорится с Карен. Никки уводит Дженни, которая была с Пейтон и Брук в магазине. Никки хочет получить опеку, это провоцирует Джека уехать с ребёнком. Тренер Уайти ложится в больницу, и Ден начинает тренировать команду вместо него. Деб получает документы о разводе. Хейли находит порно в компьютере Нэйтана и очень огорчается, так как ещё не готова к сексу. |            |                                                                                  |                      |                                |                  |             |                     |
| 22 | 22         | «Игры, которые играют нами» «The Games That Play Us»                             | Грегори Прэндж       | Марк Шван                      | 11 мая 2004      | TBA         | 4.49                |
| Во время важного матча Лукас получает удар по больной руке и не может забить решающий мяч. Он планирует уехать вместе с Китом в Чарльстон. Пейтон рассказывает Брук, куда уехал Джек, а та передаёт информацию Никки. Проблемы Уайти с глазами серьёзнее, чем он думал. Хейли решилась на секс, но с важным условием. |            |                                                                                  |                      |                                |                  |             |                     |

### Сезон 2 (2004—2005)
| № эпизода | Дата выхода      | Оригинальное название                      | Русское название                                  |
| --------- | ---------------- | ------------------------------------------ | ------------------------------------------------- |
| 2x01      | 21 сентября 2004 | The Desperate Kingdom of Love              | Царство отчаянной любви                           |
| 2x02      | 28 сентября 2004 | The Truth Doesn’t Make A Noise             | Правда не издаёт звука                            |
| 2x03      | 05 октября 2004  | Near Wild Heaven                           | Рядом с небесами                                  |
| 2x04      | 12 октября 2004  | You Can’t Always Get What You Want         | Ты не можешь постоянно получать всё, что захочешь |
| 2x05      | 19 октября 2004  | I Will Dare                                | Я посмею                                          |
| 2x06      | 26 октября 2004  | We Might As Well Be Strangers              | Мы также можем быть незнакомцами                  |
| 2x07      | 02 ноября 2004   | Let the Reigns Go Loose                    | Дайте правящим проиграть                          |
| 2x08      | 09 ноября 2004   | Truth, Bitter Truth                        | Правда, горькая правда                            |
| 2x09      | 16 ноября 2004   | The Trick Is To Keep Breathing             | Задержи дыхание                                   |
| 2x10      | 30 ноября 2004   | Don’t Take Me for Granted                  | Не надо жалости…                                  |
| 2x11      | 25 января 2005   | The Heart Brings You Back                  | Сердце возвращает тебя обратно                    |
| 2x12      | 01 февраля 2005  | Between Order and Randomness               | Между порядком и хаосом                           |
| 2x13      | 08 февраля 2005  | The Hero Dies In This One                  | Вот так умирает герой                             |
| 2x14      | 15 февраля 2005  | Quiet Things That No One Ever Knows        | Обычные вещи, которые никто не знает              |
| 2x15      | 22 февраля 2005  | Unopened Letters to the World              | Непрочитанные письма миру                         |
| 2x16      | 01 марта 2005    | Somewhere A Clock is Ticking               | Где-то тикают часы                                |
| 2x17      | 19 апреля 2005   | Something I Can Never Have                 | То, чего у меня никогда не будет                  |
| 2x18      | 26 апреля 2005   | The Lonesome Road                          | Дорога одиночества                                |
| 2x19      | 03 мая 2005      | I’m Wide Awake, It’s Morning               | Я достаточно проснулся, уже утро                  |
| 2x20      | 10 мая 2005      | Lifetime Piling Up                         | Жизнь лечит                                       |
| 2x21      | 17 мая 2005      | What Could Have Been                       | Что могло бы быть                                 |
| 2x22      | 24 мая 2005      | The Tide That Left and Never Came Back (1) | Прилив, который пришел и никогда не уйдет         |
| 2x23      | 24 мая 2005      | The Leavers Dance (2)                      | Выпускной танец                                   |

### Сезон 3 (2005—2006)
| № эпизода | Дата выхода     | Оригинальное название                                                                    | Русское название                                                                                       |
| --------- | --------------- | ---------------------------------------------------------------------------------------- | --- |
| 3x01      | 05 октября 2005 | Like You Like an Arsonist                                                                | Неужели ты — поджигатель?                                                                              |
| 3x02      | 12 октября 2005 | From the Edge of the Deep Green Sea                                                      | Из пучины глубокого моря                                                                               |
| 3x03      | 19 октября 2005 | First Day on a Brand New Planet                                                          | Первый день на новой планете                                                                           |
| 3x04      | 26 октября 2005 | An Attempt to Tip The Scales                                                             | Устранение неполадок                                                                                   |
| 3x05      | 02 ноября 2005  | A Mulititude of Casualties                                                               | Обычные случайности                                                                                    |
| 3x06      | 09 ноября 2005  | Locked Hearts and Hand Grenades                                                          | Закрытые сердца и ручные гранаты                                                                       |
| 3x07      | 16 ноября 2005  | Champagne For My Real Friends, Real Pain For My Sham Friends                             | Шампанское для моих настоящих друзей, настоящая боль для моих фальшивых друзей                         |
| 3x08      | 30 ноября 2005  | The Worst Day Since Yesterday                                                            | Худший день, со вчера                                                                                  |
| 3x09      | 07 декабря 2005 | How a Resurrection Really Feels                                                          | Как действительно чувствуется воскрешение                                                              |
| 3x10      | 11 января 2006  | Brave New World                                                                          | Храбрый новый мир                                                                                      |
| 3x11      | 18 января 2006  | Return of the Future                                                                     | Возвратиться в будущее                                                                                 |
| 3x12      | 25 января 2006  | I’ve Got Dreams To Remember                                                              | У меня есть сны, чтобы помнить                                                                         |
| 3x13      | 01 февраля 2006 | The Wind That Blew My Heart Away                                                         | Ветер, который унёс моё сердце                                                                         |
| 3x14      | 08 февраля 2006 | All Tomorrow’s Parties                                                                   | Все завтрашние вечеринки                                                                               |
| 3x15      | 15 февраля 2006 | Just Watch The Fireworks                                                                 | Просто смотри на фейерверк                                                                             |
| 3x16      | 01 марта 2006   | With Tired Eyes, Tired Minds, Tired Souls, We Slept                                      | С уставшими глазами, уставшими мыслями, уставшими душами, мы спали                                     |
| 3x17      | 29 марта 2006   | Who Will Survive, and What Will Be Left of Them?                                         | Те, кто выжили и что они потеряли                                                                      |
| 3x18      | 05 апреля 2006  | When It Isn’t Like It Should Be                                                          | Когда не так, как должно быть                                                                          |
| 3x19      | 12 апреля 2006  | I Slept With Someone In Fall Out Boy And All I Got Was This Stupid Song Written About Me | Я переспала с кем-то из Fall Out Boy, и всё, что я получила была эта глупая песня, написанная обо мне. |
| 3x20      | 19 апреля 2006  | Everyday is a Sunday Evening                                                             | Каждый день как воскресный вечер                                                                       |
| 3x21      | 26 апреля 2006  | Over the Hills and Far Away                                                              | За холмами и намного дальше                                                                            |
| 3x22      | 03 мая 2006     | The Show Must Go On                                                                      | Шоу должно продолжаться                                                                                |

Дэннил Харрис впервые появилась в сериале в серии 3.5.

### Сезон 4 (2006—2007)
| № эпизода | Дата выхода      | Оригинальное название                   | Русское название                                       |
| --------- | ---------------- | --------------------------------------- | ------------------------------------------------------ |
| 4x01      | 27 сентября 2006 | The Same Deep Water As You              | На той же глубине, что и ты                            |
| 4x02      | 04 октября 2006  | Things I Forgot at Birth                | Вещи, которые я забыл при рождении                     |
| 4x03      | 11 октября 2006  | Good News For People Who Love Bad News  | Хорошие новости для людей которые любят плохие новости |
| 4x04      | 18 октября 2006  | Can’t Stop This Thing We’ve Started     | Не могу остановить то, что мы начали                   |
| 4x05      | 25 октября 2006  | I Love You But I’ve Chosen The Darkness | Я люблю тебя, но я выбираю тьму                        |
| 4x06      | 08 ноября 2006   | Where Did You Sleep Last Night?         | Где ты провел ночь?                                    |
| 4x07      | 15 ноября 2006   | All These Things That I’ve Done         | Все эти вещи, которые я натворил                       |
| 4x08      | 22 ноября 2006   | Nothing Left To Say But Goodbye         | Ничего не отстается как сказать прощай                 |
| 4x09      | 29 ноября 2006   | Some You Give Away                      | Что-то, чему ты дашь уйти                              |
| 4x10      | 06 декабря 2006  | Songs To Love And Die By                | Песня о любви и смерти                                 |
| 4x11      | 17 января 2007   | Everything in its Right Place           | Все на своих местах                                    |
| 4x12      | 24 января 2007   | Resolve                                 | Поменять решение                                       |
| 4x13      | 07 февраля 2007  | Pictures of You                         | Фотографии тебя                                        |
| 4x14      | 14 февраля 2007  | Sad Songs for Dirty Lovers              | Грустные песни для грязных любовников                  |
| 4x15      | 21 февраля 2007  | Prom Night at Hater High                | Выпускной вечер                                        |
| 4x16      | 02 мая 2007      | You Call It Madness, But I Call It Love | Ты называешь это безумием, но я называю это любовью    |
| 4x17      | 09 мая 2007      | It Gets The Worst at Night              | Это станет хуже ночью                                  |
| 4x18      | 16 мая 2007      | The Runaway Found                       | Беглец найден                                          |
| 4x19      | 30 мая 2007      | Ashes of Dreams You Let Die             | Пепел мечтаний, которому ты позволил умереть           |
| 4x20      | 06 июня 2007     | The Birth and Death of the Day          | Рождение и смерть дня                                  |
| 4x21      | 13 июня 2007     | All of a Sudden I Miss Everyone         | Внезапно я заскучал по каждому                         |

Дэннил Харрис и Барри Корбин покинули сериал в 4.21.

### Сезон 5 (2007—2008)
| № эпизода | Дата выхода     | Оригинальное название                          | Русское название                                 |
| --------- | --------------- | ---------------------------------------------- | ------------------------------------------------ |
| 5x01      | 08 января 2008  | 4 Years, 6 Months, 2 Days                      | 4 Года, 6 Месяцев, 2 Дня                         |
| 5x02      | 08 января 2008  | Racing Like a Pro                              | Гоняй, как профессионал                          |
| 5x03      | 15 января 2008  | My Way Home Is Through You                     | Мой путь домой лежит через тебя                  |
| 5x04      | 22 января 2008  | It’s Alright, Ma (I’m Only Bleeding)           | Все впорядке, мам (Я только порезался)           |
| 5x05      | 29 января 2008  | I Forgot to Remember to Forget                 | Я забыл запомнить забыть                         |
| 5x06      | 5 февраля 2008  | Don’t Dream It’s Over                          | Не мечтай, все кончено                           |
| 5x07      | 12 февраля 2008 | In Da Club                                     | В Клубе                                          |
| 5x08      | 19 февраля 2008 | Please, Please, Please, Let Me Get What I Want | Пожалуйста, дай мне получить то, что я хочу      |
| 5x09      | 26 февраля 2008 | For Tonight You’re Only Here To Know           | Сегодня ты здесь, только чтобы узнать            |
| 5x10      | 04 марта 2008   | Running To Stand Still                         | Бежать, чтобы остаться на месте                  |
| 5x11      | 11 марта 2008   | Your Gonna Need Someone On Your Side           | Сегодня тебе понадобится кто-то на твоей стороне |
| 5x12      | 18 марта 2008   | Hundred                                        | Сотня                                            |
| 5x13      | 14 апреля 2008  | Echoes, Silence, Patience and Grace            | Эхо, тишина, терпение и изящество                |
| 5x14      | 21 апреля 2008  | What Do You Go Home To?                        | Зачем ты возвращаешься домой?                    |
| 5x15      | 28 апреля 2008  | Life Is Short                                  | Жизнь коротка                                    |
| 5x16      | 5 мая 2008      | Cryin' Won’t Help You Now                      | Плач тебе не поможет сейчас                      |
| 5x17      | 12 мая 2008     | Hate Is Safer Than Love                        | Ненавидеть безопаснее, чем любить                |
| 5x18      | 12 мая 2008     | What Comes After The Blues                     | Что идет после грусти                            |

Джексон Брундаж и Лиза Голдстейн появились в сериале в серии 5.1 в роли Джейми Скотта и Миллисент Хакстейбл. Мойра Келли покинула сериал в 5.12.

### Сезон 6 (2008—2009)
| № эпизода | Дата выхода      | Оригинальное название                                      | Русское название                                       |
| --------- | ---------------- | ---------------------------------------------------------- | ------------------------------------------------------ |
| 6x01      | 01 сентября 2008 | Touch Me I’m Going to Scream, Part 1                       | Тронешь меня, и я буду кричать: Часть 1                |
| 6x02      | 08 сентября 2008 | One Million Billionth of a Millisecond on a Sunday Morning | Один миллион миллиардов миллисекунд в утро воскресенья |
| 6x03      | 15 сентября 2008 | Get Cape. Wear Cape. Fly.                                  | Достань плащ. Надень плащ. Лети.                       |
| 6x04      | 22 сентября 2008 | Bridge Over Troubled Water                                 | Мост над мутной водой                                  |
| 6x05      | 29 сентября 2008 | You’ve Dug Your Own Grave, Now Lie In It                   | Ты вырыл себе могилу, теперь ложись в неё              |
| 6x06      | 13 октября 2008  | Choosing My Own Way of Life                                | Выбирая путь своей жизни                               |
| 6x07      | 20 октября 2008  | Messin' with the Kid                                       | Проблемы с ребёнком                                    |
| 6x08      | 27 октября 2008  | Our Life Is Not a Movie or Maybe                           | Наша жизнь не кино или возможно                        |
| 6x09      | 03 ноября 2008   | Sympathy for the Devil                                     | Симпатия к дьяволу                                     |
| 6x10      | 10 ноября 2008   | Even Fairytale Characters Would Be Jealous                 | Даже сказочные герои завидовали бы                     |
| 6x11      | 17 ноября 2008   | We Three (My Echo, My Shadow and Me)                       | Наша троица (Мое Эхо, Моя тень и Я)                    |
| 6x12      | 24 ноября 2008   | You Have to Be Joking (Autopsy of the Devil’s Brain)       | Ты должно быть шутишь (Аутопсия дьявольского мозга)    |
| 6x13      | 05 января 2009   | Things a Mama Don’t Know                                   | То, что мама не знает                                  |
| 6x14      | 12 января 2009   | A Hand to Take Hold of the Scene                           | Умение захватить сцену                                 |
| 6x15      | 19 января 2009   | We Change, We Wait                                         | Мы меняемся, мы ждем                                   |
| 6x16      | 5 мая 2008       | Screenwriter’s Blues                                       | Тоска сценариста                                       |
| 6x17      | 12 мая 2008      | You and Me and the Bottle Makes 3 Tonight                  | Этим вечером нас трое: Ты, Я и Выпивка                 |
| 6x18      | 12 мая 2008      | Searching for a Former Clarity                             | В поисках прежней ясности                              |
| 6x19      | 12 мая 2008      | Letting Go                                                 | Отпустить                                              |
| 6x20      | 12 мая 2008      | I Would for You                                            | Я бы сделал это для тебя                               |
| 6x21      | 12 мая 2008      | A Kiss To Build A Dream On                                 | Поцелуй, на котором можно построить мечту              |
| 6x22      | 12 мая 2008      | Show Me How to Live                                        | Покажи мне, как жить                                   |
| 6x23      | 12 мая 2008      | Forever and Almost Always                                  | Навсегда и почти всегда                                |
| 6x24      | 12 мая 2008      | Remember Me As a Time of Day                               | Запомни меня как время дня                             |

Остин Николс в роли Джулиана Бейкера впервые появился в сериале в серии 6.8. Чед Майкл Мюррей и Хилари Бертон покинули сериал в серии 6.24.

### Сезон 7 (2009—2010)
| № эпизода | Дата выхода      | Оригинальное название                                     | Русское название                                               |
| --------- | ---------------- | --------------------------------------------------------- | -------------------------------------------------------------- |
| 7x01      | 14 сентября 2009 | 4:30 AM (Apparently They Were Travelling Abroad)          | 4:30 утра (Очевидно, они путешествовали)                       |
| 7x02      | 21 сентября 2009 | What Are You Willing To Lose?                             | Что ты согласен потерять?                                      |
| 7x03      | 28 сентября 2009 | Hold My Hand As I’m Lowered                               | Держи мою руку пока я спускаюсь                                |
| 7x04      | 5 октября 2009   | Believe Me, I’m Lying                                     | Поверь мне, я лгу                                              |
| 7x05      | 12 октября 2009  | Your Cheatin' Heart                                       | Твоё обманывающее сердце                                       |
| 7x06      | 19 октября 2009  | Deep Ocean Vast Sea                                       | Глубокий океан безбрежного моря                                |
| 7x07      | 26 октября 2009  | I And Love And You                                        | Я и любовь и ты                                                |
| 7x08      | 2 ноября 2009    | (I Just) Died In Your Arms                                | (Я только что) Умер в твоих объятих                            |
| 7x09      | 9 ноября 2009    | Now You Lift Your Eyes to the Sun                         | Теперь подними взгляд к солнцу                                 |
| 7x10      | 16 ноября 2009   | You Are a Runner and I Am My Father’s Son                 | Ты беглец, а я сын своего отца                                 |
| 7x11      | 30 ноября 2009   | You Know I Love You, Don’t You                            | Ты знаешь, что я люблю тебя, ведь так                          |
| 7x12      | 7 декабря 2009   | Some Roads Lead Nowhere"                                  | Некоторые дороги ведут в никуда                                |
| 7x13      | 18 января 2010   | Weeks Go by Like Days                                     | Недели проходят как дни                                        |
| 7x14      | 25 января 2010   | Family Affair                                             | Семейные дела                                                  |
| 7x15      | 1 февраля 2010   | Don’t You Forget About Me                                 | Не забывай меня                                                |
| 7x16      | 8 февраля 2010   | My Attendance Is Bad But My Intentions Are Good           | Мое присутствие нежелательно, но у меня благие намерения       |
| 7x17      | 15 февраля 2010  | At the Bottom of Everything                               | В начале всего                                                 |
| 7x18      | 22 февраля 2010  | The Last Day of Our Acquaintance                          | Последний день нашего знакомства                               |
| 7x19      | 26 апреля 2010   | Every Picture Tells a Story                               | У каждой фотографии своя история                               |
| 7x20      | 3 мая 2010       | Learning to Fail                                          | Учись падать                                                   |
| 7x21      | 10 мая 2010      | What’s in the Ground Belongs to You                       | То, что в земле принадлежит тебе                               |
| 7x22      | 17 мая 2010      | Almost Everything I Wish I’d Said the Last Time I Saw You | Почти все, что я хотел сказать, когда видел тебя последний раз |

Шантель Вансантен и Роберт Бакли впервые появились в сериале в 7.1 в роли Куин Джеймс и Клая Эванса. Яна Крамер присоединилась к основному актёрскому составу в 7.2 в роли Алекс ДюПри. Дэннил Харрис вернулась в сериал в 7.2.

### Сезон 8 (2010—2011)
| Эпизод | Название                                                                                        | Дата выхода в эфир | Режиссёр             | Сценаристы                  |
| ------ | ----------------------------------------------------------------------------------------------- | ------------------ | -------------------- | --------------------------- |
|        |                                                                                                 |                    |                      |                             |
| 8x01   | Asleep At Heaven’s Gate / Задремать у Райских ворот                                             | 14 сентября 2010   | Марк Швон            | Марк Швон                   |
|        |                                                                                                 |                    |                      |                             |
|        |                                                                                                 |                    |                      |                             |
| 8x02   | I Can’t See You, But I Know You’re There / Хоть я тебя и не вижу, но знаю, что ты рядом         | 21 сентября 2010   | Джо Давола           | Марк Швон                   |
|        |                                                                                                 |                    |                      |                             |
|        |                                                                                                 |                    |                      |                             |
| 8x03   | The Space In Between / Пропасть между нами                                                      | 28 сентября 2010   | Грег Пранж           | Марк Швон                   |
|        |                                                                                                 |                    |                      |                             |
|        |                                                                                                 |                    |                      |                             |
| 8x04   | We All Fall Down / Мы все терпим неудачи                                                        | 5 октября 2010     | Питер Б. Ковальски   | Уильям Х. Браун             |
|        |                                                                                                 |                    |                      |                             |
|        |                                                                                                 |                    |                      |                             |
| 8x05   | Nobody Taught Us To Quit / Никто не учил нас отступать                                          | 12 октября 2010    | Джеймс Лафферти      | Марк Швон                   |
|        |                                                                                                 |                    |                      |                             |
|        |                                                                                                 |                    |                      |                             |
| 8x06   | Not Afraid / Без страха                                                                         | 19 октября 2010    | София Буш            | Джон Норрис                 |
|        |                                                                                                 |                    |                      |                             |
|        |                                                                                                 |                    |                      |                             |
| 8x07   | Luck Be A Lady / Удача — капризная дама                                                         | 2 ноября 2010      | Лэс Батлер           | Майк Хирро и Дэвид Страусс  |
|        |                                                                                                 |                    |                      |                             |
|        |                                                                                                 |                    |                      |                             |
| 8x08   | Mouthful Of Diamonds / Рот, полный бриллиантов                                                  | 9 ноября 2010      | Майкл Джей Леоне     | Марк Швон                   |
|        |                                                                                                 |                    |                      |                             |
|        |                                                                                                 |                    |                      |                             |
| 8x09   | Between Raising Hell & Amazing Grace / Скандалы и благородство                                  | 16 ноября 2010     | Бэтани Джой Галеотти | Никки Шифэльбэйн            |
|        |                                                                                                 |                    |                      |                             |
|        |                                                                                                 |                    |                      |                             |
| 8x10   | Lists, Plans / Списки и планы                                                                   | 30 ноября 2010     | Джо Давола           | Джон Ричардсон              |
|        |                                                                                                 |                    |                      |                             |
|        |                                                                                                 |                    |                      |                             |
| 8x11   | Darkness On The Edge Of Town / Тьма на окраине города                                           | 7 декабря 2010     | Марк Швон            | Марк Швон                   |
|        |                                                                                                 |                    |                      |                             |
|        |                                                                                                 |                    |                      |                             |
| 8x12   | California Gurls / Калифорнийские девчонки                                                      | 25 января 2011     | Лэс Батлер           | Майк Хирро и Дэвид Страусс  |
|        |                                                                                                 |                    |                      |                             |
|        |                                                                                                 |                    |                      |                             |
| 8x13   | All This Time / Всё это время                                                                   | 1 февраля 2011     | Пол Йоханссон        | Джон Норрис                 |
|        |                                                                                                 |                    |                      |                             |
|        |                                                                                                 |                    |                      |                             |
| 8x14   | Holding Out For A Hero / В поисках героя                                                        | 8 февраля 2011     | Питер Б. Ковальски   | Майк Хирро и Дэвид Страусс  |
|        |                                                                                                 |                    |                      |                             |
|        |                                                                                                 |                    |                      |                             |
| 8x15   | Valentine’s Day Is Over / День Святого Валентина окончен                                        | 15 февраля 2011    | Пол Йоханссон        | Марк Швон                   |
|        |                                                                                                 |                    |                      |                             |
|        |                                                                                                 |                    |                      |                             |
| 8x16   | I Think I’m Gonna Like It Here / Думаю, мне это понравится                                      | 22 февраля 2011    | Стивен Голдфрид      | Рейчел Спектер и Одри Вухоп |
|        |                                                                                                 |                    |                      |                             |
|        |                                                                                                 |                    |                      |                             |
| 8x17   | The Smoker You Drink, The Player You Get/ Чем больше дыма ты вдыхаешь, тем сильнее втягиваешься | 1 марта 2011       | Лэс Батлер           | Марк Швон                   |
|        |                                                                                                 |                    |                      |                             |
|        |                                                                                                 |                    |                      |                             |
| 8x18   | Quiet Little Voices / Тихие маленькие голоса                                                    | 19 апреля 2011     | Остин Николс         | Марк Швон                   |
|        |                                                                                                 |                    |                      |                             |
|        |                                                                                                 |                    |                      |                             |
| 8x19   | Where Not to Look for Freedom / Где не искать свободы                                           | 26 апреля 2011     | Джо Давола           | Марк Швон                   |
|        |                                                                                                 |                    |                      |                             |
|        |                                                                                                 |                    |                      |                             |
| 8x20   | The Man Who Sailed Around His Soul / Странник души своей                                        | 3 мая 2011         | Марк Швон            | Марк Швон                   |
|        |                                                                                                 |                    |                      |                             |
|        |                                                                                                 |                    |                      |                             |
| 8x21   | Flightless Bird, American Mouth / Бескрылая птица                                               | 10 мая 2011        | Грег Пранж           | Марк Швон                   |
|        |                                                                                                 |                    |                      |                             |
|        |                                                                                                 |                    |                      |                             |
| 8x22   | This is My House, This is My Home / Это — мой дом                                               | 17 мая 2011        | Марк Швон            | Марк Швон                   |

### Сезон 9 (2012)
| Эпизод | Название                              | Дата выхода в эфир | Режиссёр           | Сценаристы               |
| ------ | ------------------------------------- | ------------------ | ------------------ | ------------------------ |
|        |                                       |                    |                    |                          |
| 9x01   | Know This, We Noticed                 | 11 января 2012     | Марк Швон          | Марк Швон                |
| 9x02   | In The Room Where You Sleep           | 18 января 2012     | Джо Давола         | Марк Швон                |
| 9x03   | Love The Way You Lie                  | 25 января 2012     | Пол Йоханссон      | Lenn K. Rosenfeld        |
| 9x04   | Don’t You Want to Share the Guilt?    | 1 февраля 2012     | Лэс Батлер         | Никки Шифэльбэйн         |
| 9x05   | The Killing Moon                      | 8 февраля 2012     | Грег Пранж         | Shaina Fewell            |
| 9x06   | Catastrophe and the Cure              | 15 февраля 2012    | Джеймс Лафферти    | Roger Grant              |
| 9x07   | Last Known Surroundings               | 22 февраля 2012    | Остин Николс       | Марк Швон                |
| 9x08   | A Rush of Blood to the Head           | 29 февраля 2012    | Грег Пранж         | Джон Ричардсон           |
| 9x09   | Every Breath Is a Bomb                | 7 марта 2012       | Питер Б. Ковальски | Ian Biggins              |
| 9x10   | Hardcore Will Never Die, But You Will | 14 марта 2012      | Марк Швон          | Марк Швон                |
| 9x11   | Danny Boy                             | 21 марта 2012      | Джо Давола         | Майкл Хирро,Дэвид Страус |
| 9x12   | Anyone Who Had A Heart                | 28 марта 2012      | София Буш          | Brian L. Ridings         |
| 9x13   | One Tree Hill                         | 4 апреля 2012      | Марк Швон          | Марк Швон                |